# Economia da Estónia
Estônia, um país que ingressou na União Europeia em 2004, tem uma economia de mercado moderna e um dos mais elevados níveis de renda per capita da região do Mar Báltico. O atual governo tem seguido políticas orçamentárias consistentes que têm garantido orçamentos equilibrados e dívida pública reduzida. A economia se beneficia da força dos setores de eletrônica e telecomunicações e dos fortes laços comerciais com a Finlândia, a Suécia, a Rússia e a Alemanha. O país é um membro novo da OMC, tem uma renda alta, economia de mercado moderna com aumento de aproximação com Ocidente, incluindo a adoção do Euro. Há um grande grau de mobilidade econômica e avanço tecnológico.
A prioridade do governo é manter as altas taxas de crescimento anuais, que se mantiveram em média nos 8% entre 2003 e 2007. O país atravessou uma recessão em 2008 em parte como resultado da retração na economia mundial provocada pela crise no mercado imobiliário norte-americano. O PIB contraiu 14,3% em 2009, mas atualmente a Estônia tem uma das mais altas taxas de crescimento da Europa, em grande parte graças ao aumento das exportações e do investimento estrangeiro, sobretudo após a adoção pelo país do Euro, em 1 de janeiro de 2011. O país é o 35º no ranking de competitividade do Fórum Econômico Mundial.

## História inicial
Durante séculos até 1920, a agricultura da Estônia consistia no trabalho de camponeses nativos em latifúndios do tipo feudal mantidos pelos senhores de terras alemães. Nas décadas anteriores à independência, o governo centralizador Czarista deixou o país com um setor industrial dominado pelas maiores tecelagens do mundo, com uma economia de pós-guerra arruinada e um rublo inflacionado. Dos anos de 1920 a 1930, a Estônia transformou inteiramente a sua economia, apesar dos consideráveis sofrimentos, transtornos e desempregos. Indenizando os proprietários alemães por suas terras, o governo confiscou as grandes propriedades e as dividiu em fazendas menores que posteriormente formaram a base da prosperidade da Estônia.
Em 1929, uma moeda estável, o Kroon (ou coroa), foi criada. Emitida pelo Banco da Estônia, o banco central do país. O comércio estava focado no mercado local e no Ocidente, particularmente na Alemanha e no Reino Unido. Apenas 3% de todo o comércio era com a U.R.S.S.
A anexação à força da Estônia pela União Soviética em 1940 e as consequências da destruição causada pelos nazistas e soviéticos durante a Segunda Guerra Mundial arruinaram a economia estoniana. A sovietização pós-guerra continuou com a integração da economia e indústrias da Estônia ao plano estrutural centralizador da União Soviética. Mais de 56% das fazendas da Estônia foram coletivizadas apenas no mês de abril de 1949. Moscou procurou expandir aquelas indústrias na Estônia que tinham matéria-prima local, como a mineração de xisto betuminoso e apatita. Como um laboratório para experimentos econômicos, especialmente na administração de técnicas industriais, a Estônia obteve mais sucesso e maior prosperidade que outras regiões sob o governo soviético.

## Modernização e capitalismo
Desde quando teve a sua independência restabelecida, a Estônia tem-se colocado como o portão entre o Leste e o Oeste e agressivamente efetuou reformas econômicas e buscou uma maior integração com o Ocidente. As reformas de mercado da Estônia colocaram-na entre os líderes econômicos da área do ex-Comecon. Um orçamento equilibrado, imposto de renda com tarifa plana, regime de livre-comércio, moeda totalmente conversível, setor bancário com competividade comercial e ambiente hospitaleiro para investimento estrangeiro são os sinais da boa qualidade da economia da Estônia baseada no livre-comércio. A Estônia também tem feito excelente progresso em relação a ajustes estruturais.
Em junho de 1992, a Estônia substituiu o rublo por sua própria moeda livremente conversível, o Kroon (EEK).  A tabela cambial foi criada e a nova moeda foi atrelada ao Marco alemão à taxa de 8 EEK por 1 DEM. Quando a Alemanha introduziu o euro a taxa cambial foi mudada para 15.6466 Kroon por 1 Euro. A Estónia adotou o euro como sua moeda oficial em 1 de janeiro de 2011.
A privatização das empresas nacionais está praticamente finalizada, com apenas o porto e as principais usinas de força permanecendo nas mãos do governo. A constituição do país exige um orçamento equilibrado e a proteção oferecida pelas leis da propriedade intelectual da Estônia esta em conformidade com as da Europa. No início de 1992 os problemas de liquidez e fraqueza estrutural originadas da era do comunismo precipitaram uma crise bancária. Como consequência, foi decretada a falência dos bancos e autorizada a privatização, bancos bem administrados emergiram como líderes do mercado. Atualmente, existem condições quase ideais para o setor bancário. Os estrangeiros não são proibidos de comprarem ações dos bancos ou de tornaram-se seus sócios majoritários.
A totalmente eletrônica bolsa de valores de Tallinn foi inaugurada no início de 1996 e foi adquirida pela Bolsa de Valores de Helsínquia, da Finlândia em 2001. É estimado que a economia informal chegue a quase 12% do PIB anual.

## A economia atualmente

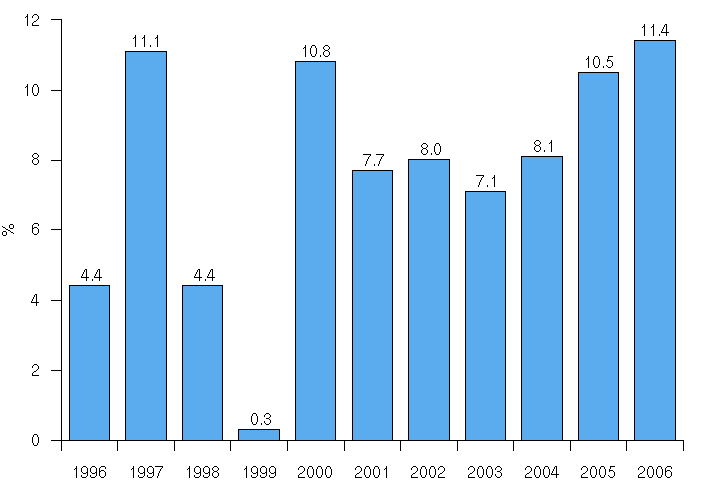
Crescimento do PIB real na Estônia 1996-2006.

A Estônia é quase auto-suficiente no setor energético, pois mais de 90% de sua eletricidade é gerada localmente graças às minas de xisto betuminoso. As fontes de energia alternativa tais como madeira, tundra e biomassa constituem aproximadamente 9% da produção de energia primária. A Estônia importa os produtos derivados do petróleo da Europa Ocidental e da Rússia. A energia do xisto betuminoso, telecomunicações, indústria têxtil, produtos químicos, setores bancário, de serviços, de alimentos e pesca, madeireiras, construção naval, eletrônicos e transportes são os aceleradores da economia. O porto marítimo de Muuga, próximo a Tallinn, possui modernas instalações antigelo e boa capacidade de para receber navios cargueiros, elevador de grãos de alta capacidade, câmaras de refrigeração, e novos tanques de combustível para reabastecer os navios. A ferrovia, privatizada por um consórcio internacional em 2000, serve como ligação do Oeste, Rússia e outros pontos do Leste.
A Estônia ainda enfrenta desafios. A privatização da agricultura tem causado sérios problemas para fazendeiros que precisam ter garantias para conseguirem empréstimos bancários. A diferença de rendas entre Tallinn e o restante do país está aumentando. O padrão de vida de grande parte da população tem piorado devido às pensões fixas. A antiga região industrializada do nordeste da Estônia está sofrendo uma depressão econômica severa como resultado do fechamento de fábricas.
Durante os anos recentes a economia da Estônia tem continuado a crescer. O PIB estoniano aumentou 6,4% no ano 2000, 5,4% em 2001 e com o dobro da velocidade depois do ingresso da Estônia na União Europeia em 2004 (11,4% (2006)). A inflação caiu modestamente para 5,0% ao ano em 2000 (o estimado para 2006 é 4,4%). A taxa de desemprego em 2001 foi de 12,6%, mas agora é uma das mais baixas da União Europeia (4,2% em julho de 2006). A Estônia entrou para a Organização Mundial do Comércio em 1999 e para a União Europeia (UE) em 2004.
No primeiro trimestre de 2007, a média mensal do salário bruto na Estônia foi 10.322 kroons (€660, US$888).

## Comércio exterior

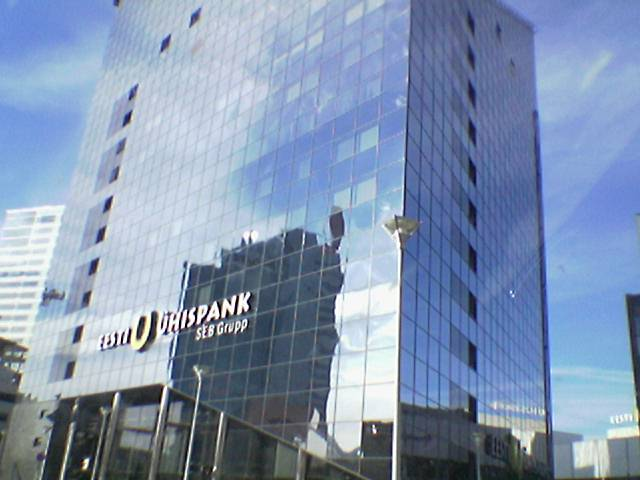
Edifício do Banco SEB em Tallinn, Estônia, um dos produtos do boom dos Tigres bálticos da Estônia.

O regime liberal de livre comércio da Estônia, que possui poucas tarifas ou barreiras não tarifárias, é quase único na Europa. A Estônia ostenta também uma moeda corrente nacional que é livremente conversível a uma taxa de câmbio fixa e políticas conservadoras fiscal e monetária. A Estônia tem regimes de livre comércio com a União Europeia (da qual faz parte), com os países da EFTA e também com a Ucrânia.
A Estônia, sendo um pequeno país de 1,4 milhão de pessoas, confia no seu maior recurso natural—sua localização na encruzilhada do Leste e Oeste. A Estônia localiza-se na costa do Mar Báltico bem ao sul da Finlândia e Leste da Suécia. Para o Leste estão os grandes mercados potenciais do noroeste da Rússia. Tendo sido um membro da ex-União Soviética, os estonianos sabem como fazer negócios na Rússia e em outros ex-países soviéticos. As modernas redes de transportes e comunicações da Estônia fornecem uma ponte segura para o comércio com os países nórdicos e da ex-União Soviética. De acordo com o RIPE Network Coordination Centre (no http://www.ripe.net), a Estônia tem a mais alta taxa de servidores/população conectados à Internet da Europa central e oriental e também está na frente da maioria dos países da UE. As últimas pesquisas indicam que 60% da população da Estônia são usuários da Internet, enquanto que 80% da população utiliza a Internet para os seus serviços bancários.